# Новые Бадражи
Новые Бадражи, Бэдраджий Ной (рум. Bădragii Noi) — село в Единецком районе Молдавии. Относится к сёлам, не образующим коммуну.

## География
Село расположено на высоте 108 метров над уровнем моря.

## Население
По данным переписи населения 2004 года, в селе Новые Бадражи проживает 1234 человека (589 мужчин, 645 женщин).
Этнический состав села:
| Национальность | Число жителей | Процентный состав |
| -------------- | ------------- | ----------------- |
| молдаване      | 1219          | 98.78             |
| украинцы       | 8             | 0.65              |
| русские        | 3             | 0.24              |
| цыгане         | 1             | 0.08              |
| поляки         | 1             | 0.08              |
| прочие         | 2             | 0.16              |
| Всего          | 1234          | 100%              |